# Беккерель, Антуан Сезар
Антуан Сезар Беккере́ль (фр. Antoine César Becquerel; 7 марта 1788, Шатийон-сюр-Луан, — 18 января 1878, Париж) — французский физик.

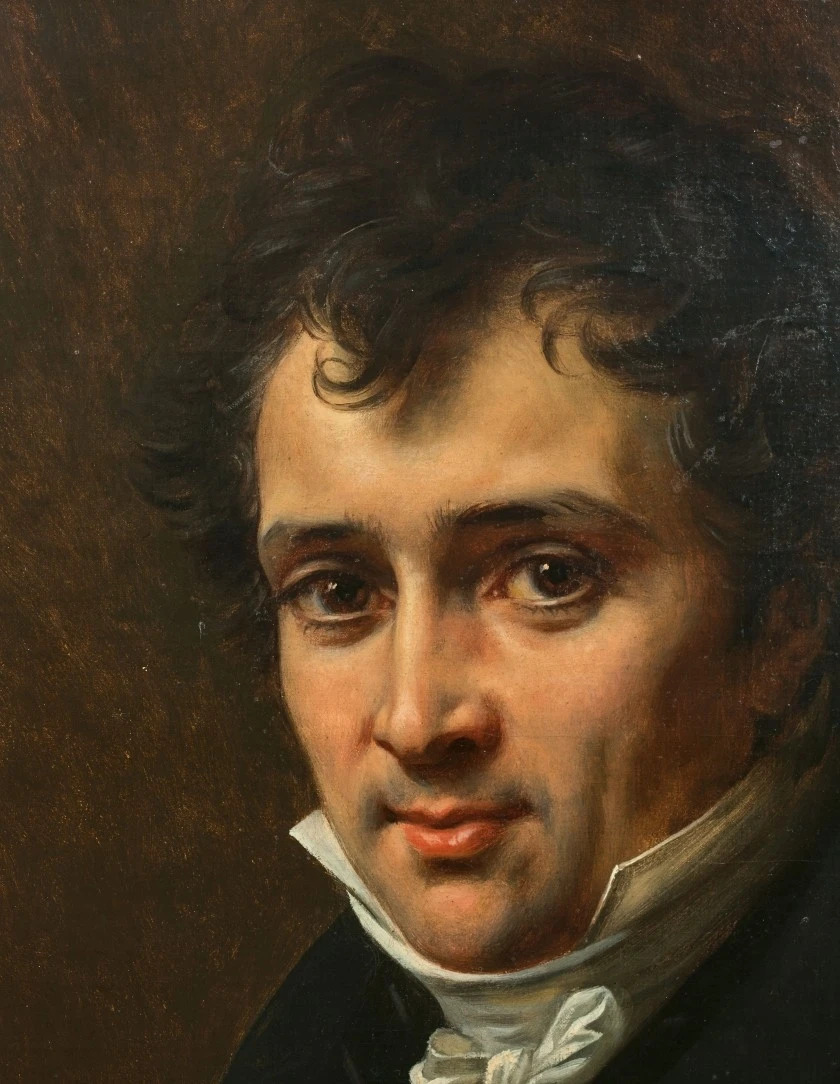
Портрет Антуана Сезара Беккереля кисти Антуана-Жана Гро (до 1835 года)

Член Парижской академии наук (1829), иностранный член Лондонского королевского общества (1837).

## Биография
Он получил первоначальное образование в школе в Фонтенбло под руководством Билли, учениками которого были также знаменитые математик Пуассон и физик Араго. В 1806 году он поступил в Политехническую школу, а по окончании в ней курса перешёл в прикладную школу (фр. École d’application) в Меце по инженерной части и выпущен оттуда в гвардию с чином лейтенанта 2-го ранга.
Тотчас после этого Беккерель отправился в действующую армию в Испанию, выступив под начальством генерала Сюше; Беккерель оставался в армии два с половиной года и принимал участие в осаде шести испанских городов. Биографы Беккереля отзываются с величайшей похвалой о его военных заслугах, но продолжительная деятельность этого рода была не по его физическим силам: он был вынужден по слабому здоровью выйти в отставку в возрасте 24 лет.
Оставив военную службу в чине капитана и с орденом Почётного легиона, Беккерель занял специально для него учреждённое место помощника инспектора по части преподавания в Политехнической школе. Однако чувство долга военного человека, проснувшееся в нём при нашествии на Францию соединённых сил нескольких европейских держав, вновь заставили Беккереля поступить на действительную службу, и опять же сказавшаяся слабость здоровья принудила его вскоре расстаться с военным делом и в этот раз навсегда. Беккерелю было в это время 27 лет, он был уже женат, но ещё не составил определённого решения относительно выбора занятий. Однако колебания продолжались недолго: под влиянием воспоминаний о прежних успешных занятиях под руководством Билли и благоразумных советов двоюродного брата его матери, известного художника Анн-Луи Жироде-Триозона Беккерель решился отдаться научным занятиям. Избрав минералогию и заинтересовавшись в особенности электрическими свойствами минералов, он перешёл к занятиям электричеством вообще и таким образом вступил на путь, от которого во всё время последующей своей почти шестидесятилетней научной деятельности отклонялся редко и ненадолго. Беккерель написал 529 заметок, учёных мемуаров и отдельных сочинений, всё почти исключительно по электричеству; однако в этом числе находится несколько работ по агрономии, метеорологии и геологии, которой он занимался под руководством Броньяра.
Его внук, Антуан Анри Беккерель, прославился открытием радиоактивности.

## Награды
- Медаль Копли (1837)